# Arash AF10
El Arash AF10 es un automóvil superdeportivo que Arash Motor Company presentó en 2016 en la 86.ª edición del Salón del Automóvil de Ginebra. Aunque Arash Motor Company es una compañía pequeña, no se espera en el mercado un gran caudal de unidades de estos deportivos. Además, contarán con un elevado valor de venta: el AF10 partirá de los $1.600.000, mientras que el AF8 tendrá un valor de $495.000.

## Motor
El AF10 cuenta con un motor V8 de 6.2 litros y cuatro motores eléctricos que le permiten alcanzar 2080 HP. La velocidad máxima del motor está limitada a 13,000 rpm. A ocho años del lanzamiento del AF10, el fabricante británico renueva el vehículo superdeportivo poniendo bajo su capó un motor V8 de 6.2 litros que entrega 900 HP, y cuatro motores eléctricos (ubicados en cada una de las ruedas) que en conjunto ofrecen 1180 HP. Así, se alcanzan los mencionados 2080 HP. El deportivo cuenta con tracción en las cuatro ruedas y llega con una transmisión manual de seis marchas, aunque será posible optar por una automática. En modo "Race", los motores entregan energía a la batería de ion-litio de 32 kWh. Sus llantas traseras son de 19 pulgadas, mientras que las delanteras son de 20 pulgadas y tenía una Graziano GT-ME1, transmisión manual de seis velocidades.

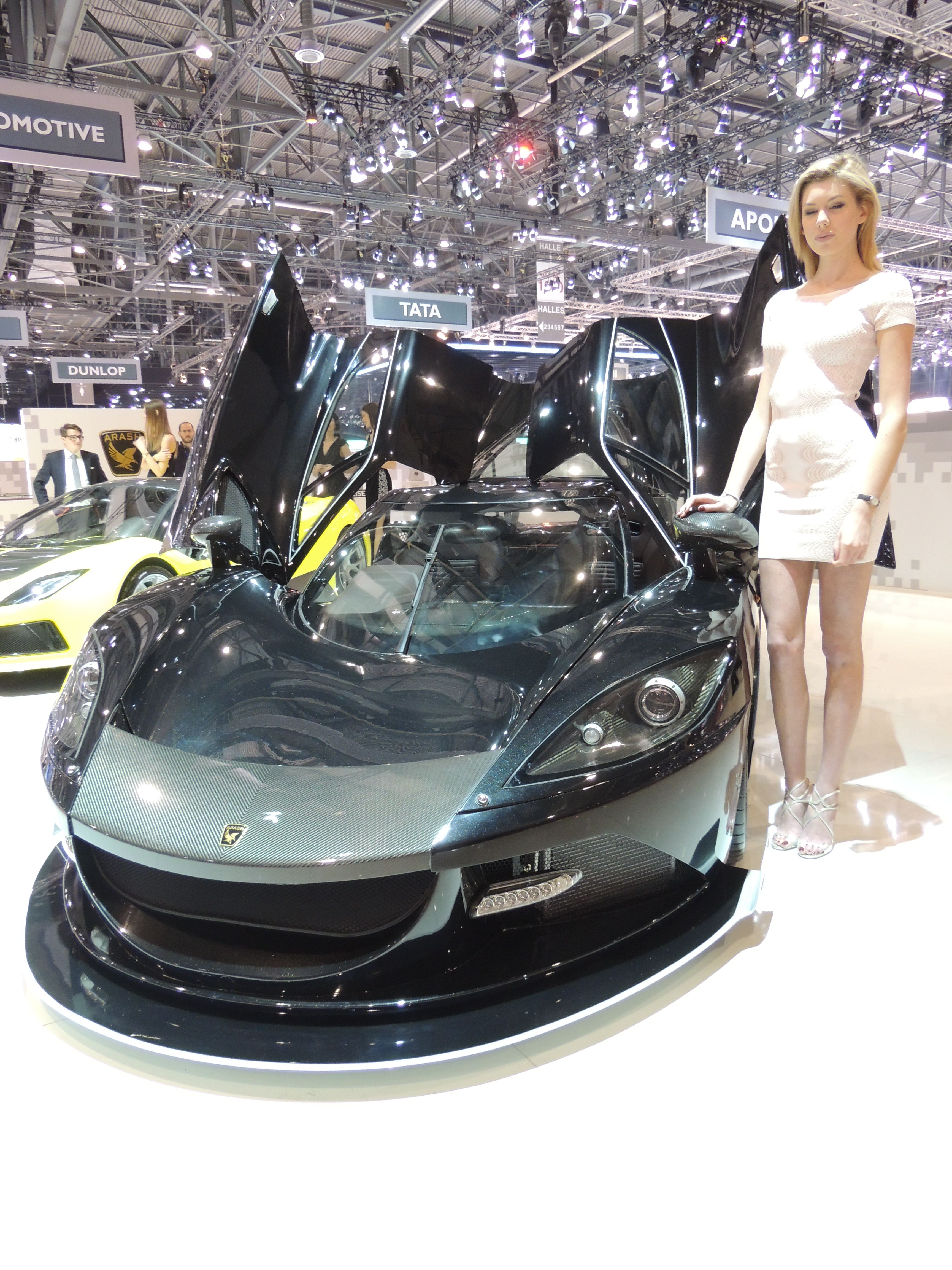
Arash AF10

## Diseño

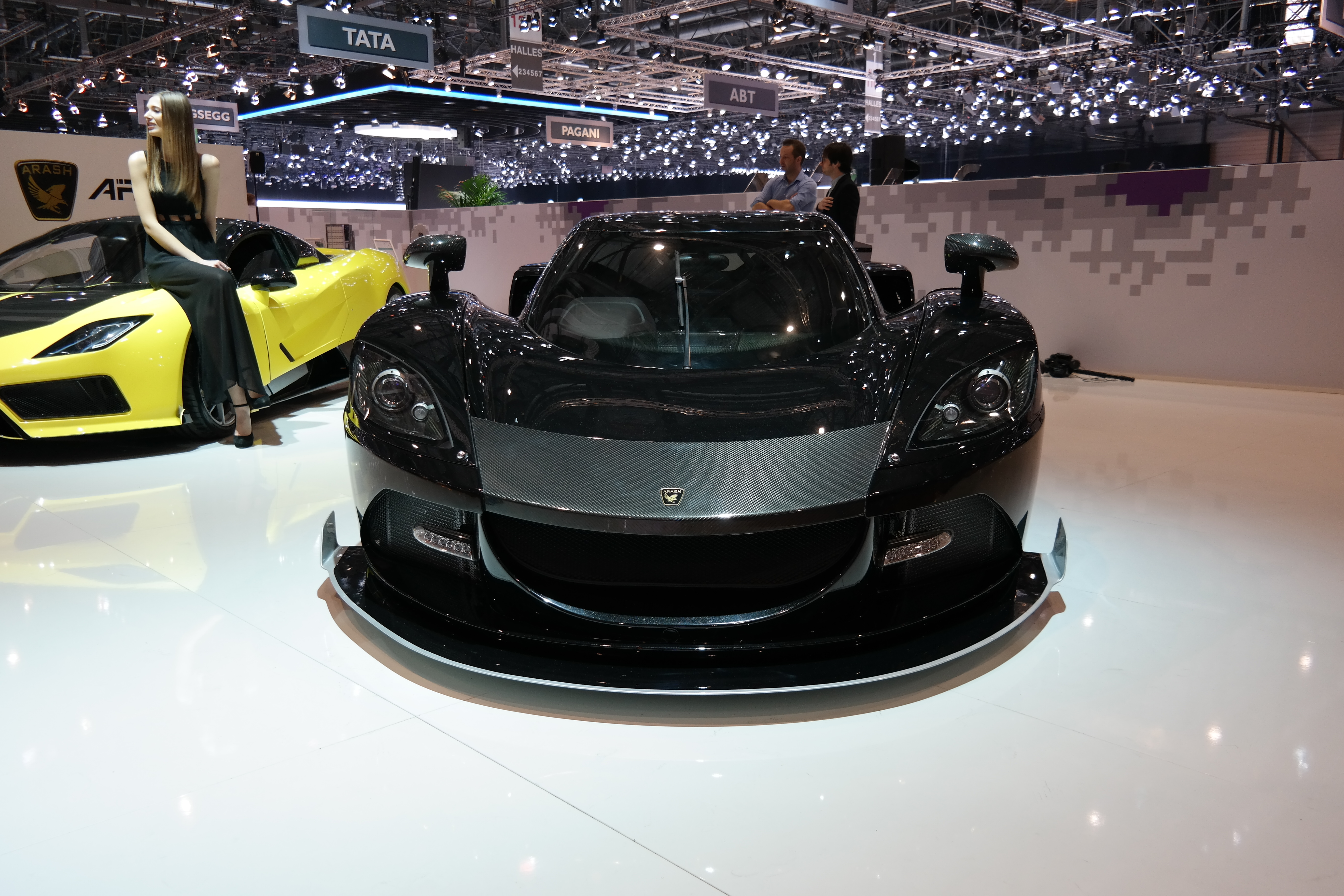
Arash AF10 (negro) y Arash AF8 Cassini (amarillo)

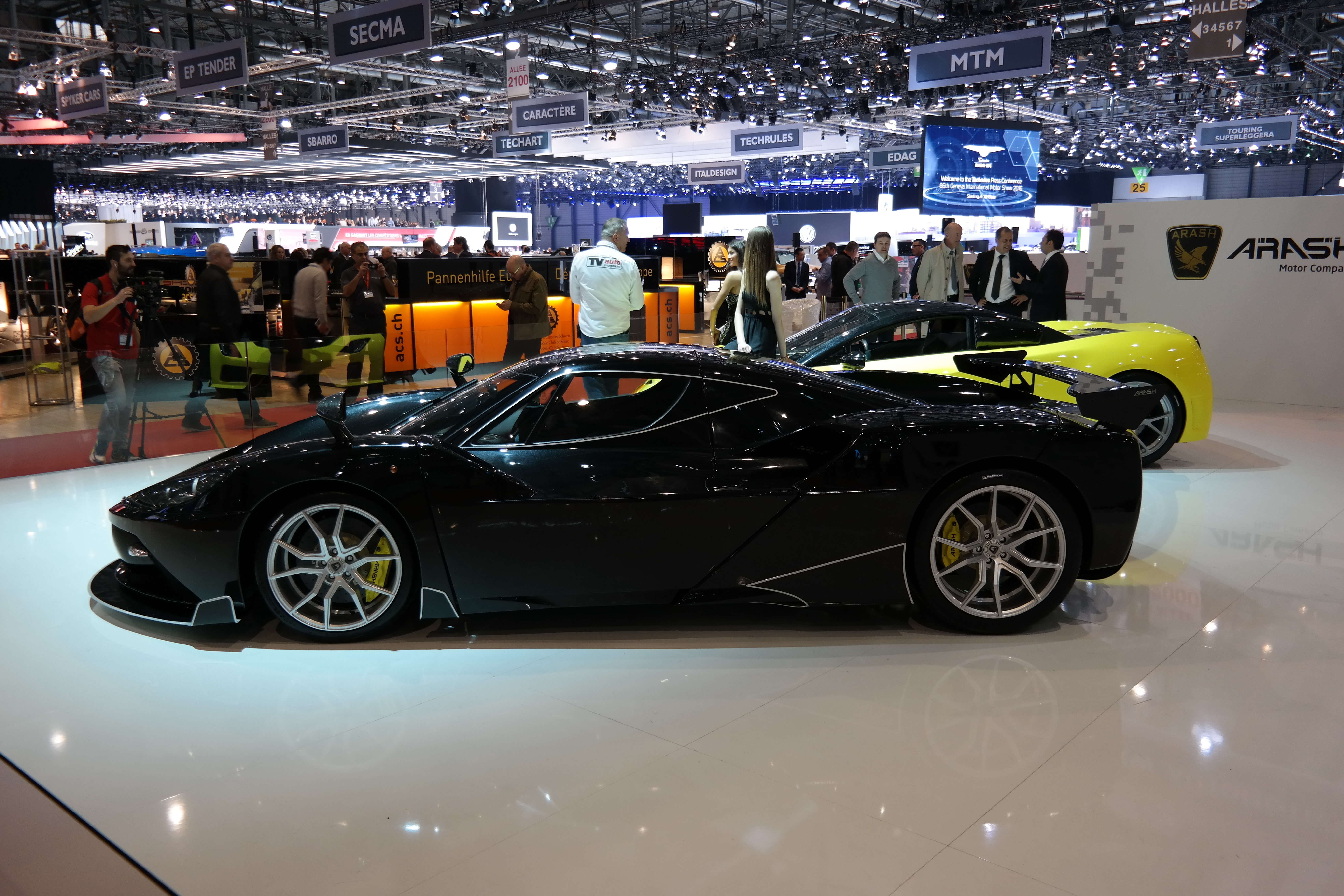
Arash AF10 vista lateral

### Exterior
En el exterior, el diseño real del AF10 se asemeja más a un lavado de cara que a un rediseño en comparación con el original. En la parte delantera, el automóvil todavía parece que te sonríe con la gran rejilla central. A los lados, Arash rediseñó los respiraderos de las esquinas para que sean más rectangulares que los respiraderos triangulares del original. Esas luces antiniebla led todavía están montadas en las rejillas de ventilación, pero ahora están integradas en una rejilla horizontal que se extiende a lo ancho de cada ventilación. Incluso los faros comparten una forma similar. Hay un gran alerón de fibra de carbono en la fascia delantera y otro ubicado entre los faros.
A medida que nos alejamos más hacia la cabina en forma de lágrima, el AF10 todavía tiene esos arcos de rueda delanteros cuadrados que brindan una superficie de montaje plana para los espejos laterales. Justo detrás de cada espejo de vista lateral hay una ventilación abierta que está integrada en las puertas, claramente para proporcionar flujo de aire desde las ruedas delanteras. Vemos más fibra de carbono en las faldas laterales. Enormes tomas de aire para el motor están ubicadas frente a los arcos de las ruedas traseras.
En la parte trasera, podemos obtener la esencia completa de la cabina con forma de lágrima, ya que llega a un punto hacia el alerón trasero. El nuevo AF10 ahora tiene un alerón de fibra de carbono estacionaria, unido al plano horizontal que se extiende entre las dos extensiones del guardabarros en la fascia trasera. Las luces traseras son del diseño dual, redondo de la lente, similar al C5 Corvette. Hay un gran orificio de ventilación en cada esquina de la fascia trasera, y dos tubos de escape dobles sobresalen justo por encima de un difusor trasero algo suave. El coche monta ruedas de 20 pulgadas en la parte trasera y ruedas de 19 pulgadas en la parte delantera.
El cuerpo en sí está hecho de plástico reforzado con carbono con estructura de sándwich de panal de aluminio. Detrás del cuerpo, se encuentra una bañera reforzada con carbono compuesta de solo 13 piezas en fibra de carbono T1000 y Aramids. Los bastidores auxiliares delantero y trasero están hechos de aluminio mecanizado y tienen una rigidez torsional de más de 60,000 Nm por grado de fuerza de torsión. El chasis es compatible con un sistema de suspensión de doble horquilla en la parte delantera y trasera que también tiene un sistema de elevación hidráulica. La suspensión se levanta 15 cm según sea necesario para los badenes de velocidad o las condiciones de la carretera y disminuye en 15 cm para carreras de alta velocidad. No es una mala configuración, pero hasta que oigas todos los detalles jugosos en la sección de transmisión.

### Interior
En el interior, el Arash AF10 tiene una generosa oferta de fibra de carbono en todas partes. Los paneles de las puertas, la mayor parte del tablero, la consola central y los marcos de las puertas están compuestos de fibra de carbono con recubrimiento transparente. La parte inferior, el volante de tres radios y las alfombrillas parecen estar envueltas en Alcantara, pero las alfombras en el techo realmente parecen ser de una calidad más económica, como algo que se encuentra en el área de carga trasera de un Chevrolet Malibu o Honda Civic.
El interior también está acentuado por cuero de color burdeos. El cuero se puede encontrar alrededor de la palanca de cambios, en el centro del volante, parte del área que rodea el grupo de instrumentos y los asientos. Curiosamente, este cuero casi se ve como un cuero envejecido, como algo que se vería en un auto clásico en buen estado, en comparación con las citas de cuero fino que estamos acostumbrados en los superdeportivos en estos días. Eso significa que Arash se puso barato con sus citas de cuero, o quería que el interior tuviera un aspecto más clásico.
Sin embargo, este modelo es un poco más refinado que el modelo anterior. El modelo anterior tenía pedales más grandes abajo, y el grupo de instrumentos era completamente diferente. Antes el grupo de instrumentos tenía un medidor analógico en cada lado, con una pequeña pantalla de cuatro pulgadas en el medio. El nuevo AF10 tiene un aspecto completamente diferente. De la imagen, no podemos decir si tiene el tejido de fibra de carbono en el fondo, pero casi parece que alguien metió un teléfono celular grande en el centro de un viejo grupo de instrumentos y lo llamó bueno. Supongo que esta pantalla tipo teléfono proporciona toda la información relevante sobre la velocidad del motor, la velocidad del vehículo, la temperatura del refrigerante, la presión del aceite y similares. Encima de la consola central, parece que una unidad principal plegable y plegable se ha utilizado para proporcionar los medios de un sistema de infoentretenimiento.

## Prestaciones
El nuevo AF10 de Arash acelera de 0 a 60 millas por hora (96,6 km/h) en sólo 2,8 segundos; tarda menos de ocho segundos en alcanzar 124 millas por hora (199,6 km/h) y menos de 27 segundos en alcanzar 186 millas por hora (299,3 km/h) y ostenta una velocidad máxima superior a las 200 millas por hora (321,9 km/h). Sobre la marcha, el AF10 puede aumentar de 50 mph a 75 mph en solo 1.8 segundos.